# Sabanagrande (Atlántico)
Sabanagrande es un municipio de Colombia, ubicado en el departamento del Atlántico.

## Geografía
Su territorio es plano y caliente, con temperaturas de 36 grados en promedio. La zona próxima del río Magdalena es cenagosa y alimenta varias lagunas, entre ellas el Convento, Guartinaja y Sabanagrande. Está ubicada a 19 km de la capital del departamento del Atlántico en la zona oriental. Es un municipio ribereño del río Magdalena a 8 km del Aeropuerto Internacional Ernesto Cortissoz.
Vías de ingreso: aérea, fluvial y terrestre.

## Historia
La fecha de su fundación según los autores Vergara y Baena data de 1704; sin embargo, no se ha encontrado la sustentación documental que permita aceptar esta fecha. Los estudios del investigador José Agustín Blanco afirman que la población comenzó a formarse en 1620.
Su fundación se debe a la inmigración de personas de diferentes razas, como consecuencia de las inundaciones producidas en el caserío llamado Villa de San José, hoy Sitionuevo. La gente se situó en tierras de Teresa Cortina, quien desarrollaba actividades agropecuarias en esta área.
Sabanagrande fue elevado a la categoría de municipio por ley 44 del 6 de noviembre de 1857. Mediante ordenanza 15 del 14 de noviembre de 1961, se ratifican sus linderos de los municipios de Malambo, Polonuevo y Santo Tomás.

## Economía
Debido a su cercanía al Área Metropolitana de Barranquilla, su jurisdicción ha servido para el desarrollo del sector industrial, en el cual se destaca la producción de cemento y alimentos. Las otras actividades económicas que se llevan a cabo en el municipio son la pesca, la agricultura y la avicultura. Gran parte su población trabaja y estudia en Barranquilla. Su cercanía a la capital departamental hace que Sabanagrande ofrezca apropiados escenarios para el desarrollo de la actividad industrial y de exportación, contando con servicios públicos en todas las áreas, destacándose el servicio de acueducto y de alumbrado público.

## Demografía
Gracias al estudio histórico del doctor Blanco, se tiene conocimiento de los resultados del censo de población realizado en 1777 por el corregidor, según el cual el sitio de Sabanagrande tenía 338 jefes de familia, 295 casas eran de propietarios y 43 de inquilinos con un promedio de seis personas por casa. La población total era de 1.786 personas. Muchos españoles se asentaron acompañados de esclavos y fue creciendo la población.
También se dice que la mayoría de habitantes eran desplazados por la violencia y personas provenientes de Sitionuevo, Magdalena.

## Turismo
Sabanagrande tiene como principales fuentes de turismo diferentes centros recreacionales donde sus visitantes pueden degustar la gastronomía local, zonas recreativas, piscinas, canchas deportivas, entre otros. El puerto de Sabanagrande, principal punto de embarque y desembarque para los habitantes de los municipios del departamento de Magdalena que se encuentran en la otra orilla del río, es otro de los atractivos del municipio.
En 2017 fue inaugurado el Malecón Turístico del Puerto del Río por el gobernador Eduardo Verano y el alcalde José Mario Romero Cahuana.

## Fiestas religiosas
Empezando desde el 13 de mayo, la novena de Santa Rita de Casia es un evento importante para la población, consiste en una procesión con la imagen de la santa, la cual es decorada cada día por una familia diferente, según lo hayan solicitado a los organizadores de las festividades religiosas, como símbolo de gratitud a la santa que intercede ante Dios por sus causas. La novena termina el 22 de mayo, día de la patrona  en que se recibe con serenatas y juegos artificiales, y que continúa con las celebraciones eucarísticas culminando con una procesión en horas de la tarde.

## Servicios públicos
- Energía Eléctrica: Air-e, del grupo EPM, es la empresa prestadora del servicio de energía eléctrica.
- Gas Natural: Gases del Caribe es la empresa distribuidora y comercializadora de gas natural en el municipio.
- Agua y Alcantarillado: Triple A es la empresa prestadora del servicio de agua y alcantarillado.